# إدريس الناقوري
إدريس محمد فاضل الناقوري (مواليد سنة 1942) مدرّس، ومترجم، وحقوقي، وأستاذ جامعي، وناقد أدبي مغربي.

## مسيرته
حصل على دبلوم الدراسات العليا في الأدب العربي القديم من كلية الآداب بالرباط سنة 1981، يشتغل بكلية الآداب بالجديدة.
التحق باتحاد كتاب المغرب سنة 1968. ساهم في تحرير مجلة «الثقافة المغربية».

## أعماله
- المصطلح المشترك: دراسات في الأدب المغربي المعاصر، الدار البيضاء، دار النشر المغربية، 1979.

(ط.3، الدار البيضاء، دار النشر المغربية، 1985).
- قضية الإسلام والشعر، الدار البيضاء، دار النشر المغربية،( د. ت).
- المصطح النقدي (في نقد الشعر ) الدار البيضاء، دار النشر المغربية، 1982. (الكتاب في الأصل رسالة جامعية لنيل دبلوم الدراسات العليا، أعدّها تحت إشراف أمجد الطرابلسي ونوقشت بكلية الآداب بالرباط في 13 مارس 1981.
- الرواية المغربية: مدخل إلى مشكلاتها الفكرة والفنية، الدار البيضاء، دار النشر المغربية، 1984.
- ضحك كالبكاء: أو رصد لأصوات الصمت وأصداء الصخب والعنف وصور الصداع في القصة المغربية المعاصرة، الدار البيضاء، دار النشر المغربية، 1985.
- نظرية الوساطة في الفن والأدب، منشورات جامعة شعيب الدكالي- كلية الآداب والعلوم الإنسانية، الجديدة، 1992.

### أعمال ساهم فيها إدريس الناقوري مترجما
- فيصل التفرقة بين الإسلام والزندقة /أبو حامد الغزالي، تحقيق ودراسة سيميائية حكمة مصطفى، ترجم الدراسة السيميائية إدريس الناقوري،  دار النشر المغربية، الدار البيضاء، 1983.